# Stiriodes nepotica
Stiriodes nepotica är en fjärilsart som beskrevs av Dyar 1912. Stiriodes nepotica ingår i släktet Stiriodes och familjen nattflyn. Inga underarter finns listade i Catalogue of Life.